# Stjepan Tomić
Stjepan Tomić (Kladari Donji, 10. siječnja 1943.) hrvatski je katolički književnik, teolog i novinar.

## Životopis
Stjepan Tomić rođen je u Donjim Kladarima u Bosanskoj Posavini. Školovao se u Modriči, Zenici i Đakovu. Studij hrvatskoga jezika i književnosti završio je na Filozofskom fakultetu, a teologije na Katoličkom bogoslovnom fakultetu u Zagrebu. Godine 1998. magistrirao je iz teologije.
Radio je kao srednjoškolski profesor latinskog jezika. Od 1973. godine radio je kao lektor, redaktor, novinar i urednik za inozemstvo Sportskih novosti, a od 1994. godine kao srednjoškolski vjeroučitelj i profesor latinskog jezika. Bio je glavni urednik časopisa Rhema, te član uredništva časopisa za intelektualna i duhovna pitanja Nova prisutnost. Član je Hrvatskog društva katoličkih novinara.
Objavljuje poeziju, pripovijetke, teološke portrete i različite članke u novinama, časopisima i književnim revijama (Danas, Spectrum, Veritas, Brat Franjo, Mali koncil, Kana, Svjetlo riječi, Rhema, Hrvatsko slovo i Marulić), te pripovijetke za djecu.

## Djela
Knjige
- Pregled rađanja sustavne dogmatske misli na hrvatskom jeziku u »Katoličkom listu« (1849. – 1879.) s posebnim osvrtom na polemike o papinoj nezabludivosti (1998.), magistarski rad[1]
- Hrvatske teološke polemike u 19. stoljeću (2017.)[2][3]

Dječja književnost
- Sinovi kralja Svebora (1999.), pripovjetka[4]
- Uskrsnice (2005.), pripovijetke[5]
- Tri kralja (2006.), slikovnica i bojanka[6]
- Kako je nastao leptir (2007.), slikovnica[7]
- Bosna koje nema (2007.), pripovijetke[8]
- U noći (2008.)[9][10]
- Konj Bijelac (2010.), pripovijetke[11]

Članci
- Recepcija Škarićeva prijevoda Biblije : (1856. – 1861.), Marulić 3-5/2009. (3 dijela)
- Svećenik jučer - danas - sutra i zauvijek! (2009.), esej[12]
- Od Djevice do Trojice (2010.), putopis[13]
- Život između zakona i Zakona (2011.), esej[14]
- Vjera – religiozna praksa, kulturni sustav ili moć? (2012.), esej[15]
- Razumjeti vrijeme, Nova prisutnost 2/2013. (elektronička inačica)
- Stražarima na istočnoj granici (2014.), putopis[16]
- Bajsićeva inovacija u kratkoj priči, Kroatologija 1-2/2015. (elektronička inačica  Arhivirana inačica izvorne stranice od 30. prosinca 2021. (Wayback Machine))
- Zvonimir Remeta - prorok i mučenik, Kroatologija 1-2/2017. (elektronička inačica  Arhivirana inačica izvorne stranice od 30. prosinca 2021. (Wayback Machine))

## Nagrade i priznanja
Dobitnik je nekoliko nagrada na Susretima hrvatskoga duhovnoga književnoga stvaralaštva Stjepan Kranjčić.

## Povezano
- Sonja Tomić

## Vanjske poveznice
Mrežna mjesta
- Stjepan Tomić, na stranicama Verbuma
- Hrvatske teološke polemike u 19. stoljeću : knjiga o unutarcrkvenom dijalogu, www.glas-koncila.hr, 28. prosinca 2017.